# Wohnhaus Engelbergplatz 1
Das Wohnhaus Engelbergplatz 1 in Bruchhausen-Vilsen, Ecke Sulinger Straße / Bruchhöfener Straße,  wird heute auch durch ein Restaurant genutzt.
Das Gebäude steht unter Denkmalschutz (siehe auch Liste der Baudenkmale in Bruchhausen-Vilsen).

## Geschichte
Das eingeschossige giebelständige verputzte Eckgebäude  mit Krüppelwalmdach wurde im 19. Jahrhundert  gebaut. Heute ist hier im Erdgeschoss ein Restaurant.
Der Engelbergplatz wurde nach den Bürgermeistern Engelberg benannt. Die Bronzeskulptur Die Wringerin auf dem Platz von 1991 von Robert Enders erinnert an das örtliche Handwerk der Leinenverarbeitung im 19./20. Jahrhundert und heißt im Volksmund auch Dicke Herta.